# Quinteto para piano n.º 1 (Dvořák)

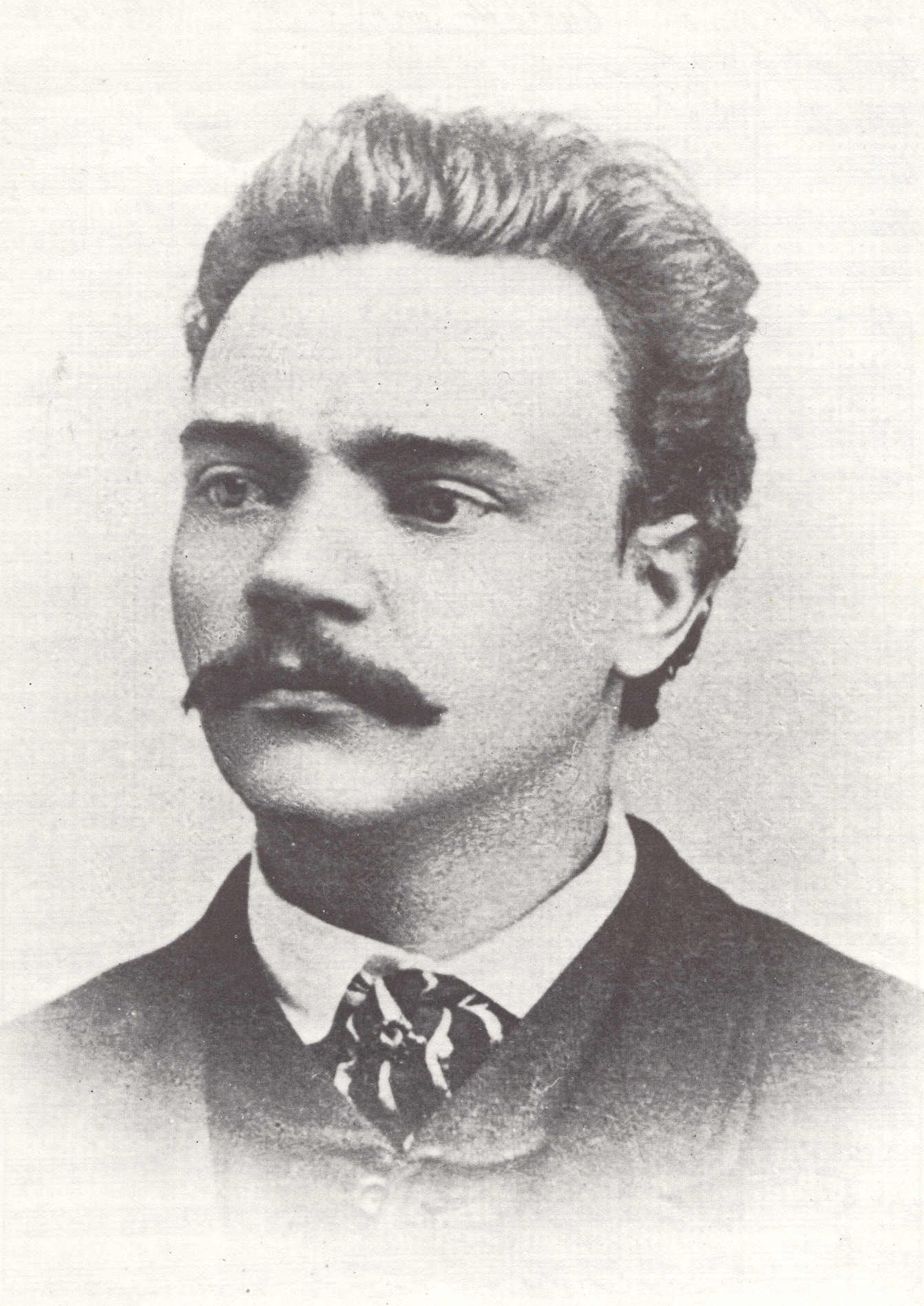
Antonín Dvořák en 1868.

El Quinteto para piano n.° 1 en la mayor, op. 5 (B.28), es un quinteto de piano compuesto por Antonín Dvořák para dos violines, viola, violonchelo y piano. Escrito en 1872 en Praga, se estrenó en noviembre de ese año. No se publicó entonces y Dvořák perdió el autógrafo a lo largo de los años, teniendo que pedirle a un amigo una copia cuando revisó la obra en 1887. La versión revisada no se realizó hasta 1922, 18 años después de su muerte.

## Estructura
La pieza consta de tres movimientos:
1. Allegro ma non troppo (la mayor)
2. Andante sostenuto (fa mayor)
3. Finale. Allegro con brio (la mayor)

Una interpretación normal suele durar 28 minutos aproximadamente.